# Бевзюк, Василий Иосифович
Василий Иосифович Бевзюк (1930 — 1992) — старший производитель работ треста «Средазнефтегазстрой» Министерства газовой промышленности СССР, Герой Социалистического Труда (01.07.1966).

## Биография
Родился в 1930 году на территории современной Хмельницкой области.
С 1948 г. рабочий-изолировщик, затем бригадир (начальник) механизированной колонны треста «Укргазнефтестрой». Участвовал в строительстве газопровода Дашава — Киев.
В 1959 г. вместе с бригадой переведён в 12-й строительный отдел треста «Средазнефтегазстрой» (Ташкент). С 1962 года — старший производитель работ (прораб), начальник 4-й механизированной колонны по изоляции и укладке газовых магистралей Ишимбай — Магнитогорск, Жаркок — Бухара — Самарканд - Ташкент, Бухара — Урал, нефтепровода Туймазы — Омск — Новосибирск.
Новатор производства. Соавтор нескольких изобретений, автор свыше 100 рационализаторских предложений. Одним из первых внедрил метод совмещённой изоляции и укладки труб в траншею. Разработал способ нанесения усиленной изоляции толщиной 9 мм за один проход изоляционной машины.
Герой Социалистического Труда (01.07.1966). Награждён орденом «Знак Почёта» (1963).
Член КПСС с 1962 г. Делегат XVI съезда Коммунистической партии Киргизии (1976).
Вместе с Искандером Данияром Ходжаевым — герой документального фильма Романа Григорьева «Люди голубого огня» (1961).
Проживал в Бишкеке. Умер в 1992 году.